# اندلسیه
الأندلسیة یک منطقهٔ مسکونی در اردن است که در استان عمان واقع شده‌است.

## نگارخانه

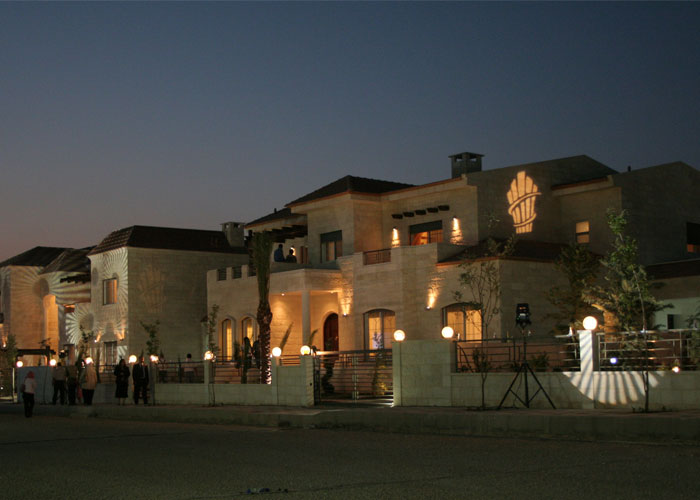